# Horn (efternamn)
Horn är ett efternamn som finns i flera länder och som kan skrivas på något olika sätt. 
I Sverige har namnet Horn använts som soldatnamn men är mest känt som namn åt flera adelsätter:
- Hornätten, som härstammar från Olof Mattsson i Halikko socken i Finland, omnämnd omkring år 1400. Medlemmar av denna ätt har burit namnvarianterna
  - Horn af Björneborg
  - Horn af Ekebyholm
  - Horn af Kanckas
  - Horn af Marienborg
  - Horn af Åminne

Endast grenar med namnet Horn af Åminne fortlever i Sverige.
- von Horn, ätt från Bremen, som inkom till Sverige på 1600-talet, men som inte introducerats på Riddarhuset i Stockholm.
- Horn af Rantzien, adlig ätt från Pommern som inkom till Sverige på 1600-talet.

Den 31 december 2014 var följande antal personer bosatta i Sverige med stavningsvarianterna
- Horn 492
- von Horn 62
- Horn af Rantzien 42
- Horne 40
- Hoorn 29
- Horn af Åminne 28

Tillsammans blir detta 693 personer.

## Personer med efternamnet Horn eller med varianter av detta namn

### A
- Adam Horn af Ekebyholm (1717–1778), greve, riksråd, riksstallmästare och militär
- Agneta Horn af Björneborg (1629–1672), memoarförfattare
- Anna Horn af Rantzien (1924–2009), författare och politiker, miljöpartist
- Arvid Horn af Ekebyholm (1664–1742), greve, militär och statsman
- Arvid Sigismund Horn af Åminne (1795–1862), friherre och kammarråd

### B
- Baltzar Filip Horn af Rantzien (1736–1788), sjöofficer
- Barry Horne (1952–2001), brittisk djurrättsextremist
- Bengt Horn af Åminne (1623–1678), militär och ämbetsman
- Blair Horn (född 1961), kanadensisk roddare
- Brita Horn (1745–1791), hovfunktionär
- Brita von Horn (1886–1983), författare, regissör och teaterledare
- Bunta Horn (1931–2010), jazzmusiker, orkesterledare

### C
- Camilla Horn (1903–1996), tysk skådespelare
- Carl von Horn (1903–1989), militär med FN-uppdrag
- Carl Horn af Rantzien (född 1946), affärsman
- Carl Eduard von Horn (1845–1920),kammarherre, jurist och affärsman
- Carl Henriksson Horn af Kanckas (1550–1601), militär
- Catarina Ebba Horn af Åminne (1720–1781), kunglig älskarinna
- Claes Fredrik Horn af Åminne (1791–1865), ämbetsman och politiker
- Clas Fredrik Horn af Åminne (1763–1823), musiker och militär, dömd för delaktighet i mordet på Gustav III
- Cyril Horn (1904–1987), brittisk skridskoåkare

### E
- E.F.B. Horn (1829–1899), norsk präst
- Ede Horn (1825–1875), ungersk-fransk nationalekonom och politiker
- Ellen Horn (född 1951), norsk skådespelare, teaterchef och kulturminister
- Emily Horne (född 1978), glamourmodell och skådespelare, dömd för bigami
- Evert Horn af Kanckas (1585–1615), militär och ämbetsman
- Evert Horn (1640-1687), överste

### F
- Fanny Welle-Strand Horn (född 1988), norsk skidskytt
- Frederik Winkel Horn (1845–1898), dansk författare
- Fredric Horn af Åminne (1725–1796), militär
- Fredrik Horn (1916–1997), norsk fotbollsspelare

### G
- Guildo Horn (född 1963), tysk musiker och sångare (artistnamn)
- Gustaf Horn (olika betydelser)
  - Gustaf Horn af Björneborg (1592–1657), militär och ämbetsman
  - Gustaf Horn (1601–1639), kammarherre, hovmarskalk och riksråd
  - Gustaf Horn (1670–1728), generallöjtnant
  - Gustaf Horn af Åminne (1871–1945)), kammarherre
  - Gustaf von Horn (1868–1940), militär och författare
  - Gustaf Adolf Horn af Åminne (1721–1793), militär
  - Gustaf Evertsson Horn af Marienborg (1614–1666), militär och ämbetsman
  - Gustaf Jacob Horn af Rantzien (1706–1756), hovman
- Gyula Horn (1932–2013), ungersk socialistisk politiker

### H
- Hans von Horn (1871–1924), godsägare och politiker
- Henning Rudolf Horn af Rantzien (1651–1730), militär och riksråd
- Henric Horn af Åminne (1880–1947), tävlingsryttare
- Henrik Horn (1578–1618), diplomat och riksråd
- Henrik Horn (1618–1693), militär och riksråd
- Henrik Klasson (Horn) (omkring 1512–1595), militär och ämbetsman
- Henrik Reinhold Horn (1783–1853), militär
- Henry Horne, 1:e baron Horne  (1861–1929), brittisk militär

### J
- Jan von Horn (1907–1987), militär
- Jaycee Horn (född 1999), amerikansk utövare av amerikansk fotboll
- Johan von Hoorn (1662–1724), förlossningsläkare, kunglig livmedikus
- John Horne Tooke (1736–1812), brittisk politisk författare
- Jöran Henriksson Horn (död 1605), militär och ämbetsman

### K
- Karl Henriksson (Horn) (omkring 1550–1601), häradshövding, lagman, fältmarskalk och riksråd
- Katarina Ebba Horn af Åminne (1666–1736), hovfunktionär
- Kate Horn (1826–1896), kanadensisk skådespelare och teaterdirektör
- Klas Horn (1583–1632), ämbetsman, riksråd och landshövding
- Klas Henriksson (Horn) (omkring 1450–före 1525), häradshövding, lagman och riksråd
- Klas Kristersson (Horn) (1517–1566), amiral
- Knut von Horn (1907–1990), diplomat och hovman
- Krister Klasson (Horn) (död omkring 1520), väpnare och storman
- Krister Klasson Horn (1554–1612), militär och ämbetsman
- Krister Klasson Horn (1622–1692), fältmarskalk

### L
- Lena Horne (1917–2010), amerikansk sångerska och skådespelare

### M
- Magnus von Horn (född 1983), filmregissör
- Marilyn Horne (född 1934), amerikansk operasångerska
- Maritza Horn (född 1951), sångerska
- Melissa Horn, (född 1987), sångerska och låtskrivare
- Mike van der Hoorn (född 1992), nederländsk fotbollsspelare

### N
- Noel Van Horn (född 1968), amerikansk serietecknare

### O
- Otto Horn (1903–1999), tysk SS-man

### P
- Paridon von Horn (1912–1999), skådespelare och regiassistent

### R
- Rebecca Horn (1944–2024), tysk konstnär
- Robert von Horn (1879–1947), godsägare och politiker, högerman
- Roni Horn (född 1955), amerikansk konstnär
- Roy Horn (1944–2020), tysk illusionist i duon Siegfried & Roy
- Rudolf Horn af Rantzien (1825–1892), jurist och landshövding

### S
- Samuel Henrik Horn (1739–1815), svensk militär
- Siegbert Horn (1950–2016), östtysk kanotist
- Sigrid Horne-Rasmussen (1915–1982), dansk skådespelare
- Svend Horn (1906–1992), dansk politiker, statsråd, socialdemokrat

### T
- Tankmar Horn (1924–2018), finländsk diplomat och industriman
- Ted Horn (1910–1948), amerikansk racerförare
- Timo Horn (född 1993), tysk fotbollsmålvakt
- Tom Horn (1860–1903), amerikansk vilda västern-person
- Trader Horn (1861–1931), brittisk elfenbenshandlare
- Trevor Horn (född 1949), brittisk musikproducent och musiker

### V
- Vivi Horn (1877–1971), författare

### W
- Waneek Horn-Miller (född 1975), kanadensisk vattenpolospelare
- Willi Horn (1909–1989), tysk kanotist